# 荒山徹
荒山 徹（あらやま とおる、1961年 - ）は、日本の小説家。伝奇作家。

## 概要
富山県高岡市生まれ で現在は大阪府在住。上智大学卒業。元読売新聞記者。新聞社、出版社勤務を経て作家となった。新聞記者2年目に在日韓国・朝鮮人の指紋押捺反対運動を取材したのがきっかけで大韓民国に興味を抱き独学で韓国語を学びはじめ、その熱が高じて留学した。その後も資料集めのため、日韓両国を行き来する。
五味康祐のファンであり、朝鮮半島を舞台とする時代小説を発表してきた。
2016年12月、刊行予定であった『大東亜忍法帖 下』の内容について、出版予定であった創土社と合意ならず、出版中止となった。

## 作風
伝奇作家として荒山は山田風太郎と比較されることがある。最大の特徴としては、韓国留学経験を生かした朝鮮史とのクロスオーバーであり、多くの作品に朝鮮半島または朝鮮人が登場する。実在の有名人の正体が「実は朝鮮人であった」というパターンも多い。
一方朝鮮半島からは、朝鮮妖術師、高麗忍者、朝鮮柳生らが登場し、妖術や剣術を駆使し、時には怪獣や大仏を使役することもある。また、敵側の一員、日本武将の妻や愛人、あるいは日本武将のロマンスの相手として朝鮮人美女が頻繁に登場し、作品に華を添えている。
彼は作中で大胆なオマージュやパロディを行うことがあり、その範囲はロボットアニメ・漫画、怪獣映画、韓国ドラマ、宝塚、日本歌謡曲と多岐にわたる。

### 黄算哲
『十兵衛両断』には、「鶏林大・黄算哲教授『中国史としての高句麗日本史としての百済』鶏林大学紀要八十七号」なる文献が登場するが、「黄算哲」は荒山徹の同音語（荒=コウ=黄、山=サン=算、徹=テツ=哲）とひっかけた筆者のジョークであり、鶏林大学校も黄算哲なる人物も実在しない。『魁!!男塾』における民明書房のようなものである。

## 受賞歴
太字は受賞
- 2003年『魔岩伝説』第21回日本冒険小説協会大賞 第8位
- 2003年『魔岩伝説』第24回吉川英治文学新人賞候補
- 2004年『十兵衛両断』第25回吉川英治文学新人賞候補
- 2006年『柳生薔薇剣』第27回吉川英治文学新人賞候補
- 2008年『柳生大戦争』第2回舟橋聖一文学賞受賞
- 2017年『白村江』第6回歴史時代作家クラブ賞（作品賞）受賞
- 2017年『白村江』第7回本屋が選ぶ時代小説大賞候補
- 2017年『白村江』週刊朝日「2017年 歴史・時代小説ベスト10」第1位

## 作品リスト

### 長編
- 『高麗秘帖 朝鮮出兵異聞 李舜臣将軍を暗殺せよ』1999年7月、祥伝社）のち文庫
  - （2008年、セチャンミディオ） - 韓国語版[6]
- 『魔風海峡 死闘！ 真田忍法団対高麗七忍衆』（2000年12月、祥伝社）のち文庫『魔風海峡 上 死闘！ 真田忍法団』 『魔風海峡 下 血戦！ 高麗七忍衆』と分冊
- 『魔岩伝説』（2002年9月、祥伝社）のち文庫
- 『柳生薔薇剣』（2005年9月、朝日新聞社）のち文庫
- 『柳生雨月抄』（2006年4月、新潮社）『柳生陰陽剣』と改題、文庫
- 『処刑御使』（2006年7月、幻冬舎）のち文庫
- 『柳生百合剣』 （2007年9月、朝日新聞社）のち文庫
- 『柳生大戦争』 （2007年10月、講談社）のち文庫
- 『鳳凰の黙示録』 （2009年7月、集英社）のち文庫
- 『徳川家康 トクチョンカガン』 （2009年9月、実業之日本社）のち文庫
  - 連載時のタイトルは『徳川家康 (トクチョンカガン) -将軍になった男-』
- 『竹島御免状』 （2010年2月、角川書店）のち文庫
- 『石田三成 ソクチョンサムスン』 （2010年7月、講談社）『柳生大作戦』に戻し、上下巻分冊し、文庫
  - 連載時のタイトルは『柳生大作戦』
- 『友を選ばば』 （2010年11月、講談社）『友を選ばば柳生十兵衛』と改題、文庫
- 『シャクチ』 （2011年12月、光文社）のち文庫
- 『柳生黙示録』 （2012年2月、朝日新聞出版）
- 『砕かれざるもの』 （2012年7月、講談社）
- 『禿鷹の要塞』 （2012年11月、実業之日本社）『禿鷹の城』と改題、文庫
- 『キャプテン・コリア』 （2016年4月、光文社）
- 『大東亜忍法帖 上』 （2016年9月、創土社）下は出版中止
- 『白村江』 （2016年12月、PHP研究所）のち文庫
- 『大東亜忍法帖【完全版】』 （2017年9月、アドレナライズ）電子書籍のみ
- 『神を統べる者 厩戸御子倭国追放篇』 （2019年2月、中央公論新社）のち文庫
- 『神を統べる者 覚醒ニルヴァーナ篇』 （2019年3月、中央公論新社）のち文庫
- 『神を統べる者 上宮聖徳法王誕生篇』 （2019年4月、中央公論新社）のち文庫
- 『風と雅の帝』（2023年9月、PHP研究所）

### 短編集
- 『十兵衛両断』（2003年6月、新潮社）のち文庫
  - 【収録作】「十兵衛両断」「柳生外道剣」「陰陽師・坂崎出羽守」「太閤呪殺陣」「剣法正宗遡源」
- 『サラン 哀しみを越えて』
  - （2005年5月、文藝春秋）
  - （2008年6月、文藝春秋〈文春文庫〉）- 文庫化の際に『サラン・故郷忘じたく候』と改題
  - 【収録作】「耳塚賦」「何処か是れ他郷」「巾車録」「故郷忘じたく候」「匠の風、翔ける」「サラン」
- 『忍法さだめうつし』 （2007年7月、祥伝社）
  - 【収録作】「以蒙攻倭」「忍法さだめうつし」「怪異高麗亀趺」「対馬はおれのもの」
- 『海島の蹄』 （2008年3月、祥伝社）
  - 【収録作】「海島の蹄」「真説・李舜臣」「妖説・李舜臣」「三別抄暴滅」
- 『朝鮮通信使いま肇まる』 （2011年5月、文藝春秋）
  - 【収録作】「朝鮮通信使いま肇まる」「我が愛は海の彼方に」「葵上」「鼠か虎か」「日本国王豊臣秀吉」「仏罰、海を渡る」「朝鮮通信使いよいよ畢わる」「朝鮮通信使大いに笑ふ」
- 『長州シックス 夢をかなえた白熊』 （2013年12月、講談社）
  - 【収録作】「長州シックス　夢をかなえた白熊」「ウルトラ・ダラー　幕末英語教育事始」「シュニィユ　軍神ひょっとこ葉武太郎伝」「トゥ・バ・ビヤン　腰撫で襦袢伝奇」「ファイヴ・アーティクルズ　維新の魁」
- 『忍び秘録』 （2013年12月、KADOKAWA）
  - 【収録作】「服部家秘録　阿蘭陀くノ一渡海」「服部家秘録　三くノ一大奥潜入」「密書「しのぶもじずり」」「韓流夢譚」
    - 「服部家秘録　阿蘭陀くノ一渡海」の掲載時のタイトルは「服部半蔵秘録 金髪くノ一絶頂作戦」、「服部家秘録　三くノ一大奥潜入」は「忍びのモノグラム」

### アンソロジー収録作品
- 短編「柳と燕 暴君最後の日」
  - 収録：朝松健・えとう乱星 編 『伝奇城』（光文社〈光文社文庫〉、2005年2月刊）
- エッセイ「卒業 - チョロップ」
  - 収録：日本エッセイスト・クラブ 編 『片手の音 ’05年版ベスト・エッセイ集』（文藝春秋、2005年8月刊）
- 短編「李朝懶夢譚」
  - 収録：日本文芸家協会: 編 『代表作時代小説 平成18年度 長屋のさざめき、荒城の夢』（光文社、2006年6月刊）
    - 『柳生雨月抄』（新潮社）収録時に「八岐大蛇の大逆襲」と改題
- 短編「流離剣統譜」
  - 収録：日本文芸家協会 編 『代表作時代小説 平成19年度 人情と艶、想い溢れて』（光文社、2007年6月刊）
    - 『柳生雨月抄』（新潮社）収録時に「杏花の誓い、柳花の契り」と改題
- 短編「我が愛は海の彼方に」
  - 収録：日本文芸家協会 編 『代表作時代小説 平成20年度 町屋の情け、宿場のえにし』（光文社、2008年6月刊）
- 短編「鼠か虎か」
  - 収録：日本文芸家協会 編 『代表作時代小説 平成21年度 男と女、秘めた想いを』（光文社、2009年6月刊）
- 短編「海底軍艦『檀君』」
  - 収録：荒山徹・小中千昭 『遥かなる海底神殿』（創土社、2015年7月刊）
- 短編「宿縁――河越夜合戦」
  - 収録：秋山香乃・荒山徹・川越宗一・木下昌輝・鈴木英治・早見俊・谷津矢車 『足利の血脈』（PHP研究所、2020年12月刊）

### 未刊行・未収録作品
- 「蓋島伝――長宗我部元親秘録」 （完結、『小説新潮』2010年5月号～2011年10月号、新潮社）
- 「男無用――艶めいて候」 （未完、『KENZAN!』vol.13～15、講談社）
- 「狐剣は摧（お）れず」 （短編、『読楽』2014年7月号、徳間書店）
- 「沃沮の谷」 （短編、『ナイトランド・クォータリー』vol.12、書苑新社）

### 新書
- 『秘伝・日本史解読術』 （2017年5月、新潮社）

### 雑誌記事
- 「名将李舜臣を退けた、水軍大将としての決断　―文禄・慶長の役」（『歴史街道』2017年7月号、PHP研究所）
- 「【文禄・慶長の役】中国への“第三の挑戦者”だった豊臣秀吉」（『歴史街道』2017年12月号、PHP研究所）
- 「知っているようで知らない「その後の朝鮮半島事件史」」（『歴史街道』2018年7月号、PHP研究所）
- 「皇統奪還へ――天智対天武、百年の闘い」（『歴史街道』2018年8月号、PHP研究所）
- 「それは、世界的な反ローマ・カトリック教会戦争の一環だった」（『歴史街道』2018年11月号、PHP研究所）
- 「世界史からの随想　キリシタン武士が全滅、日本人らしさはかくして守られた」（『歴史街道』2019年2月号、PHP研究所）
- 「鎌倉武士とモンゴル兵の死闘の裏側で…」（『歴史街道』2019年11月号、PHP研究所）
- 「沈惟敬と小西行長――日明の戦争を終わらせるために…」（『歴史街道』2020年5月号、PHP研究所）
- 「【長宗我部元親】「死ねや！ 姫若子」──“女々しき若君”との決別」（『歴史街道』2020年6月号、PHP研究所）
- 「【赤壁の戦い】決戦の場にいなかった二人、それでも果実を得たのは…」（『歴史街道』2021年1月号、PHP研究所）
- 「【伝奇短編】“仇の子”との間に育まれた絆は…」（『歴史街道』2021年5月号、PHP研究所）

### 文庫解説
- 阿井渉介『風神雷神の殺人 警視庁捜査一課事件簿』 （講談社〈講談社文庫〉）
- 五味康祐『剣法奥儀 新装版』 （文藝春秋〈文春文庫〉）
- 五味康祐『薄桜記 新装版』 （新潮社〈新潮文庫〉）
- 佐々木譲『仮借なき明日』 （集英社〈集英社文庫〉）
- 佐々木譲『五稜郭残党伝』 （集英社〈集英社文庫〉）
- 佐々木譲『帰らざる荒野』 （集英社〈集英社文庫〉）
- 八木荘司『古代からの伝言 わが国家成る』 （角川書店〈角川文庫〉）

### その他
荒山徹について言及したり、文章を引用している著作物を紹介する。
書籍
- 樺薫『めいたん メイドVS名探偵』（ガガガ文庫）
- 鈴木眞哉『戦国史の怪しい人たち 天下人から忍者まで』（平凡社新書）
- 高井忍『本能寺遊戯』（東京創元社）